# Strombosiopsis
Strombosiopsis é um género botânico pertencente à família Olacaceae.

## Espécies
- Strombosia
- Strombosia ceylanica
- Strombosia fleuryana
- Strombosia glaucescens
- Strombosia glaucescens var. glaucescens
- Strombosia glaucescens var. lucida
- Strombosia gossweileri
- Strombosia grandifolia
- Strombosia javanica
- Strombosia maingayi
- Strombosia majuscula
- Strombosia nana
- Strombosia nigropunctata
- Strombosia philippinensis
- Strombosia pustulata
- Strombosia pustulata var. lucida
- Strombosia pustulata var. pustulata
- Strombosia retevenia
- Strombosia scheffleri
- Strombosia toroensis
- Strombosia zenkeri